# スーク・エル・ベルカ

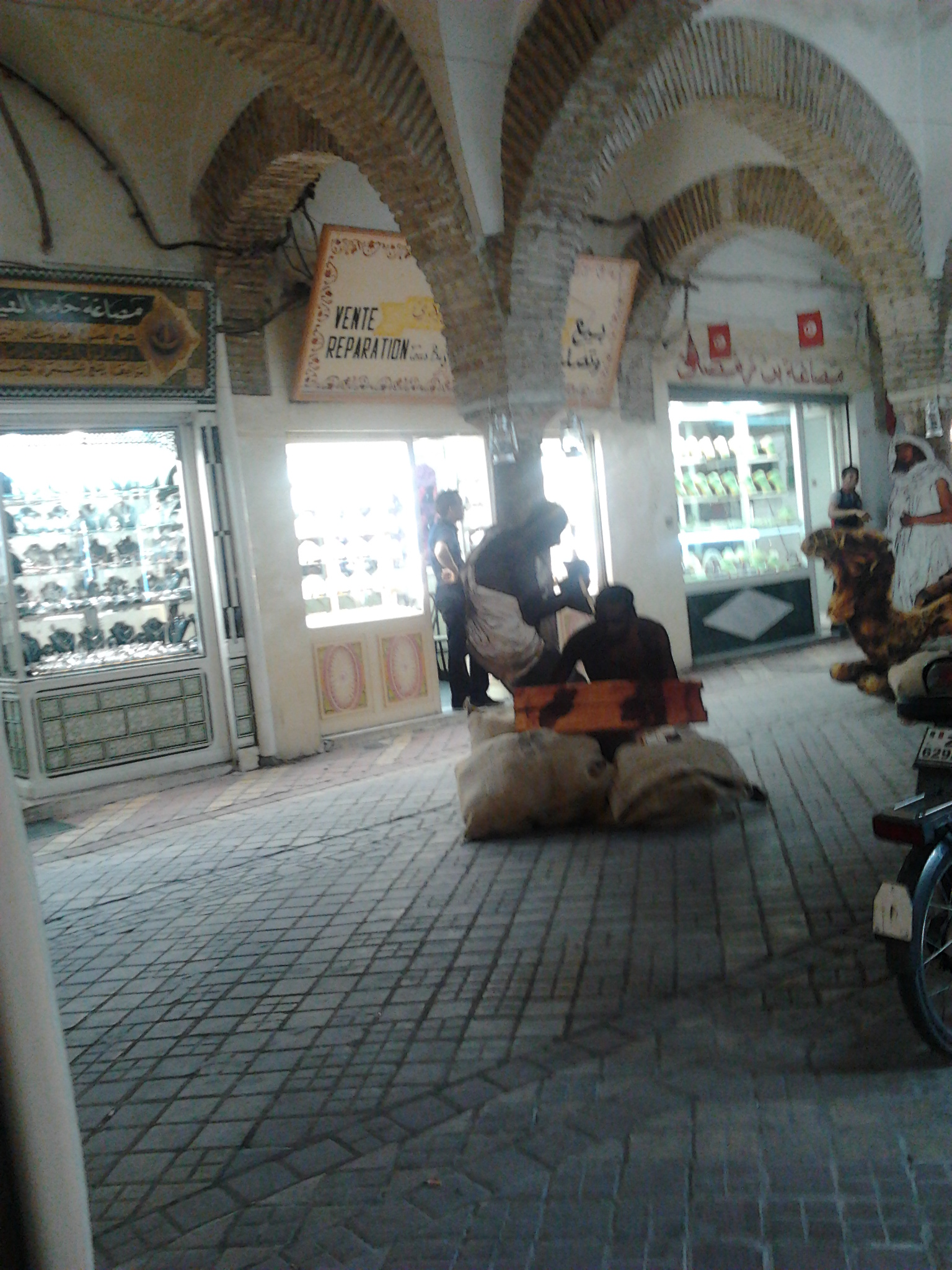
スーク・エル・ベルカ

スーク・エル・ベルカはチュニス旧市街のメディナのスークの一つである。宝飾品の交易に特化している。

## 歴史
同スークはサブサハラアフリカの奴隷売買を目的として、1612年にユースフ・デイによって建てられた。ヨーロッパ出身の奴隷はより貴重であるとみなされ、富裕層のみが買い手であったため、同スークではなく個人で売買がなされた。1846年のアフマド・イブン・ムスタファによる奴隷制の廃止後、同スークは宝飾品スークと成り代わった。

## 場所

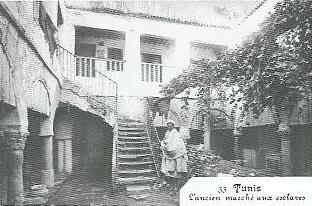
チュニス旧市街における奴隷スークの様子

このスークは国会があるカスバ、ダール・エル・ベイ、またその他のスーク(スーク・エル・ベイ、スーク・シャワシーン、スーク・エッレッファなど)の近くに位置している。スーク・トルークと垂直に交わる。

## 建築
4つの通りに囲まれている同スークは、四角形になっていて、3つの通路が2つの小路によって分けられている。初期は奴隷が披露される演壇が中心にあり(これがベルカという名の始まりである)、奴隷売買に備えられていた。中心はドームと、いくつかの丸天井で覆われていた。